# Liparochrus hackeri
Liparochrus hackeri är en skalbaggsart som beskrevs av Blackburn 1912. Liparochrus hackeri ingår i släktet Liparochrus och familjen Hybosoridae. Inga underarter finns listade i Catalogue of Life.